# Ouled Atia
Ouled Atia (o Menaa) è un comune dell'Algeria, situato nella provincia di M'Sila.